# ميركو يوزيتش
ميركو يوزيتش (بالكرواتية: Mirko Jozić)‏ (ولد في 8 أبريل 1940) لاعب ومدرب كرة قدم كرواتي سابق،
تولى تدريب منتخب كرواتيا في كأس العالم لكرة القدم 2002. سبق وأشرف على تدريب نادي الهلال السعودي بين عامي 1996-97 وحقق معه بطولة آسيا أبطال الكؤوس 1996.

## روابط خارجية
- ميركو يوزيتش على موقع قاعدة بيانات كرة القدم.إي يو (الإنجليزية)
- ميركو يوزيتش على موقع ناشيونال فوتبول تيمز (الإنجليزية)
- ميركو يوزيتش على موقع Soccerway.com (الإنجليزية)
- ميركو يوزيتش على موقع عالم كرة القدم.نت (الإنجليزية)